# 하천차수
하천차수(Stream order)는 하천의 상대적인 위치에 따라 지류 및 본류에 매기는 등급을 말한다. 1945년 Horton에 의해 제시되었다.

## 방법
1952년 Strahler는 하천차수를 매기는 방법을 제안했다. 최초의 지류에는 차수 1을 부여하고, 같은 차수의 하천이 만나면 합류된 이후의 하천은 차수를 한 단계 올리는 방법으로 하천차수를 매긴다. 예를 들어 2차 하천과 2차하천이 만나면 3차 하천이 되지만, 1차 하천과 2차 하천이 만나면 계속 2차 하천이다.

## 분기율
하천 차수를 매긴 다음 분기율(bifurcation ratio, RB)을 계산할 수 있다. 분기율의 범위는 일반적으로 3.0에서 5.0 사이이다.
{\displaystyle R_{B}={\frac {N_{u}}{N_{u+1}}}}
Nu : u차 하천의 총 수
Nu+1 : u+1차 하천의 총 수

## 관계
하천차수, 하천 평균길이, 평균경사, 특정차수를 가진 하천의 수 간에는 물리적인 법칙이 성립하진 않으나 통계적으로 높은 상관관계가 있다. 편의상 이것을 법칙으로 수문학에서는 받아들인다. Horton의 하천수법칙(law of stream number)은 분기율을 이용해 특정차수 하천의 수를 구할 수 있다.
{\displaystyle N_{u}={R_{B}}^{k-u}}
k : 유역의 주하천의 차수(가장 높은 차수)

## 참고 문헌
- 이재수 (2018). 《수문학》 2판. 구미서관. 75-76쪽. ISBN 9788982252914.

## 같이 보기
- 강